# Саядян, Стивен
Стивен Саядян (англ. Stephen Sayadian; род. 18 октября 1953, Чикаго, Иллинойс, США), также известный под псевдонимом Rinse Dream — американский режиссёр кино и порнографии, художник-постановщик и сценарист. Является создателем жанра «сюрреалистического кошмарного арт-порно» (англ. surrealist nightmare art-porn).

## Биография
Родился 18 октября 1953 года в Чикаго, штат Иллинойс, США.
Долгое время работал в экспериментальном театре, изучал немое кино и жанр абсурдистской комедии.
В 1982 снял порнографический фильм в пост-апокалиптическом сеттинге «Кафе "Плоть"», к которому также написал сценарий в соавторстве с Джерри Сталом. Музыку к фильму составил композитор Митчелл Фрум. За год до этого Стивен и Джерри Стал были сценаристами авангардного порнофильма «Nightdreams».
В 1989 вышел «Доктор Калигари», сюрреалистический комедийный фильм ужасов, получивший статус культового. Саядян вновь сел в режиссёрское кресло, также написав сценарий вместе со Сталом.
В 1995 режиссёру был диагностирован редкий вид гепатита C, врачи сказали, что ему остался жить всего год. Как раз в этот момент Садян и Джерри Стал работали над очередным провокационным фильмом «Rapid Eye Movement», который он впоследствии называл лучшей вещью, которую они когда-либо делали.
В 2008 Стивен Саядян перенёс операцию по трансплантации сердца. Спустя пару лет он адаптировал «Кафе "Плоть"» в качестве мюзикла.

## Награды
- 2007 XRCO Hall of Fame inductee – Создатель фильмов[3][4]
- 2017 AVN Hall of Fame inductee – Режиссёр[5]

## Фильмография
- 1982 — «Кафе "Плоть"» / Café Flesh — режиссёр, автор сценария
- 1989 — «Доктор Калигари» / Dr. Caligari — режиссёр, автор сценария, главный художник, художник-постановщик